# توماش یودوویتس
توماش یودوویتس (لهستانی: Tomasz Jodłowiec؛ زادهٔ ۸ سپتامبر ۱۹۸۵) یک بازیکن فوتبال اهل لهستان است.
از باشگاه‌هایی که در آن بازی کرده‌است می‌توان به لگیا ورشو و پولونیا ورشو اشاره کرد.
وی همچنین در تیم ملی فوتبال لهستان بازی کرده‌است.